# Удари Ізраїлю по Ірану (19 квітня, 2024)
19 квітня 2024 року о 5:23 ранку Ізраїль завдав ударів трьома ракетами та невеликими безпілотниками, запущеними, ймовірно, з території самого Ірану, по кількох військових об'єктах в Ірані у відповідь на запуск Іраном безпілотників та ракетну атаку 13-14 квітня.
Більшість влучень сталося у місті Кахджаварестан, поблизу Ісфагана. Місто примикає до міжнародного аеропорту Ісфагана Шахіда Бехешті та 8-ї бази ВПС Шекхарі. З іншого боку, з регіону було перенаправлено як мінімум 8 рейсів. Державні ЗМІ Ірану повідомили, що ізраїльські безпілотники над регіоном було збито іранськими силами ППО. Пасажирські літаки над західним Іраном почали змінювати маршрути.
Троє іранських чиновників повідомили The New York Times, що удар пройшовся по військовій авіабазі.